# Honey Queen
De Honey Queen (ook bekend als Queen Bee of in het Nederlands als Honing Koningin) is een personage uit de Marioreeks. Ze is de bazin van een groot leger bijen en is dik van uiterlijk. 
De bijenkoningin kwam voor het eerst voor in Super Mario Galaxy waarna ze later weer terugkwam in het vervolg, Super Mario Galaxy 2.
Ook komt de Honey Queen terug in Mario Kart 7 als speelbaar personage.
De Honey Queen komt in de Galaxy spellen in deze Galaxy's voor:
| Super Mario Galaxy | Super Mario Galaxy 2 |
| ------------------ | -------------------- |
| Honeyhive Galaxy   | Honeyhop galaxy      |